# Леонов-Вендровский, Леонт Владимирович
Леонт Владимирович Леонов-Вендровский (15 ноября 1889, Санкт-Петербург — 5 октября 1954, Семипалатинск) — советский режиссёр театра, заслуженный артист Казахской ССР (1946).

## Биография
Учился в Петербургском театральном училище (в 1908-1911 годах), в Ленинградском техникуме сценических искусств (в 1933-1936 годах).
Работал в театрах РСФСР (Ленинград, Курск, Воронеж, Смоленск и другие).
В 1940—1954 годах работал художественным руководителем, главным режиссёром Семипалатинского областного драматического театра имени Абая, где осуществил постановку спектаклей «Каракипчак Кобланды», «В час испытаний» М. О. Ауэзова, «Кыз Жибек» Г. М. Мусрепова и Е. Г. Брусиловского, «Алдар Косе» Ш. Хусаинова, «Дружба и любовь» А. Абишева, «Свадьба в Малиновке» Б. А. Александрова и Л. А. Юхвида, «Назар Стодоля» Т. Г. Шевченко, «Аршин мал алан» У. А. Гаджибекова и другие.